# Epidendrum macbridei
Epidendrum macbridei är en orkidéart som beskrevs av Charles Schweinfurth. Epidendrum macbridei ingår i släktet Epidendrum och familjen orkidéer. Inga underarter finns listade i Catalogue of Life.